# Montfa, Tarn

Montfa este o comună în departamentul Tarn din sudul Franței. În 2009 avea o populație de 369 de locuitori.

## Evoluția populației
| An        | 1975 | 1982 | 1990 | 1999 | 2006 | 2009 |
| --------- | ---- | ---- | ---- | ---- | ---- | ---- |
| Populație | 228  | 251  | 278  | 283  | 333  | 369  |